# 菊地美香
菊地 美香（きくち みか、1983年12月16日 - ）は、日本の女優、声優、歌手。埼玉県三郷市出身、BLACK SHIP所属。公式ファンクラブはMikAle.（ミカエール）。

## 来歴
- 2000年（平成12年）に、ミュージカル『アニー』のジャネット役でデビュー[2]。その後、幾つかの舞台や映画に出演[2]。
- 2004年（平成16年）には、テレビ朝日系列のスーパー戦隊シリーズ『特捜戦隊デカレンジャー』に胡堂小梅 / デカピンク役で出演。同作が、自身にとって大きな転機となった[2]。
- 2005年（平成17年）4月から2007年（平成19年）3月まで2年間、NHK教育テレビの幼児番組『ニャンちゅうワールド放送局』（参考：ニャンちゅう）でお姉さん（ナビゲーター）役を務めた[4]。同年、NHK教育テレビアニメ『ツバサ・クロニクル』のモコナ役で声優デビューを果たす[5]。その後はテレビ東京系アニメ『舞-乙HiME』のアリカ＝ユメミヤ役[6]や『capeta』の鈴木茂波役（中学生編）[7]など、声優としても活動している[2]。
- 2006年（平成18年）8月、avex modeよりCDデビューを果たした[2]。
- 2009年10月に俳優の岸祐二との婚約を発表、2009年12月6日に結婚式を挙げ、同年12月16日に入籍。
- 2011年12月29日、岸と離婚していたことを発表[4]。
- 2014年12月16日、Twitterを開始。
- 2018年8月31日、『デカレンジャー』や『科捜研の女』で共演した吉田友一と再婚したことを発表[8]。
- 2019年4月をもってプロダクション尾木を退所[9]。同年7月よりBLACK SHIPに移籍[10]。
- 2022年、夫の吉田が地域おこし協力隊就任及び鍼灸院を開業したことを機に高知県高知市に移住[11]。2023年には、高知市本町に弁当屋を開業した[12]。2024年9月19日、吉田と共に高知県から観光特使を委嘱された[13]。

## 人物
普段は物静かで、自身でも性格を「暗い」と称している。『デカレンジャー』のメインライターである荒川稔久は、オーディション時に不安視していたが、演技では瞬間瞬間の元気さを出しており、思い切りの良さを評価している。『デカレンジャー』で監督を務めた中澤祥次郎は、菊地は自分の考えをしっかり持っている女優だと評しており、菊地が二役を演じた同作Episode.31は新しいことをチャレンジさせて菊地美香像を壊すことを意図していた。
趣味は歌うこと、刺繍、体に優しい食材を探す、調理の下ごしらえ、キャンプ。特技は歌と音楽を覚えること。薬膳漢方マイスターの資格を持っている。
兄と弟がいる。
スリーサイズ78-56-80cm、靴のサイズ23cm。

## 出演

### テレビドラマ
2004年
- 特捜戦隊デカレンジャー - 胡堂小梅 / デカピンク、イオ・ヨンマールイッチ（Episode.31） 役
- ほんとにあった怖い話 セカンドシーズン#04「四番目の個室」 - この世ならざる少女 役

2005年
- 着信アリ - 東カンナ 役

2006年
- 仮面ライダーカブト 第3話 - 玉井ユキ 役
- 渡る世間は鬼ばかり 第8シリーズ 第5話 - ボーカル 役
- 新聞記者・鶴巻吾郎 - 清水あかね 役

2008年
- 多摩南署たたき上げ刑事・近松丙吉8 - 吉村恭子 役

2009年
- 水戸黄門 第39部 第12話「愛と復讐の桜島・鹿児島」（2009年1月12日、TBS / C.A.L） - 千代 役
- 特命係長 只野仁 第4シーズン 第35話 - 女子大生 役
- 文芸社ドラマスペシャル「逆転夫婦の珈琲ワルツ」 - 光田まどか 役
- 派遣のオスカル〜 『少女漫画』に愛をこめて 第4話・第5話・第6話 - 立花由香里 役

2010年
- 龍馬伝 - 岩崎さき 役

2011年
- 新・警視庁捜査一課9係 season3 第9話 - 佐倉夕子 役

2012年
- 恋する私のベーカリー - 伊庭葉月 役
- カエルの王女さま - 皆川玉子 役

2013年
- 救命病棟24時

2014年
- HERO 第2話 - 愛 役

2016年
- 相棒 season15 第6話

2017年
- 宇宙戦隊キュウレンジャー Space.18 - 胡堂小梅、デカイエローの声 役
- 定年女子 第4話・第5話 - 藤原かおり 役
- 科捜研の女 Season 17 第2話（2017年10月26日、テレビ朝日） - 和田花梨 役

2020年
- 科捜研の女 Season 19 第30話（2020年2月13日、テレビ朝日） - 柴崎佐江 役

### テレビ番組
- ニャンちゅうワールド放送局（2005年 - 2007年、NHK教育テレビ） - 7代目おねえさん 役
- au 家族割「ワイドサポート」（ウェブドラマ版）
- まんとら〜漫画虎の穴〜 まんとらNEWS #70・#71（2006年） - ゲスト出演
- アキハバラ情報局PLUS（2006年8月12日・19日、ANIMAX）
- ペット相談（2007年2月12日 - 15日、NHK-BS2）
- アニソン紅白2009 - 紅組司会
- 美技!肉体!〜世界超一流パフォーマンス〜（2010年6月7日 - 10日、NHKデジタル衛星ハイビジョン） - 番組MC

### 映画
- 自殺サークル（2002年） - 黒田桜 役
- Φ、ファイ（2003年） - アヤカ 役
- バトル・ロワイアルII 鎮魂歌（2003年） - 女子19番：八木綾音 役
- スーパー戦隊シリーズ
  - 特捜戦隊デカレンジャー THE MOVIE フルブラスト・アクション（2004年） - 胡堂小梅 / デカピンク 役
  - 炎神戦隊ゴーオンジャー BUNBUN!BANBAN!劇場BANG!!（2008年） - 月之輪 役
  - ゴーカイジャー ゴセイジャー スーパー戦隊199ヒーロー大決戦（2011年） - 胡堂小梅 役
- 仮面ライダー平成ジェネレーションズ Dr.パックマン対エグゼイド&ゴーストwithレジェンドライダー（2016年） - アナウンサー 役
- ONLY SILVER FISH WATER TANK OF MARY'S ROOM（2018年） - バッグハンガーの女 役[20]
- GOZEN-純恋の剣- - 神谷早苗 役

### オリジナルビデオ
- スーパー戦隊シリーズ - 胡堂小梅 / デカピンク 役
  - 特捜戦隊デカレンジャーVSアバレンジャー（2005年）
  - 魔法戦隊マジレンジャーVSデカレンジャー（2006年）
  - 特捜戦隊デカレンジャー 10 YEARS AFTER（2015年）[21]
  - スペース・スクワッド ギャバンVSデカレンジャー（2017年）
  - ガールズ・イン・トラブル スペース・スクワッド EPISODE ZERO（2017年）
  - 特捜戦隊デカレンジャー 20th ファイヤーボール・ブースター（2024年）[22] - 吉田友一・伊藤陽佑とともにアソシエイトプロデューサーを兼任
- 超忍者隊イナズマ!（2006年） - 寺田ジュン 役
  - 超忍者隊イナズマ!!SPARK（2007年） - 寺田ジュン 役

### ウェブドラマ
- 特捜戦隊デカレンジャーwithトンボオージャー（2024年、東映特撮ファンクラブ） - 胡堂小梅 / デカピンク 役[23]

### 舞台
2000年
- 明治生命ミュージカル『アニー』 - ジャネット 役

2001年
- LOVEセンチュリー〜夢はみなけりゃ始まらない〜（5月3日 - 27日、日生劇場） - チカ 役
- 音楽劇銀河鉄道の夜 - カオル 役

2002年
- NOISE - マミ 役

2003年
- My Life - 由美 役

2007年
- レ・ミゼラブル（2007年 - 2009年） - コゼット 役
- ケイダッシュステージ 劇的朗読劇『苦情の手紙』（8月24日、シアターサンモール）

2008年
- NTTdocomoミュージカル『赤毛のアン』 - 少女アン 役 ※東京公演のみ

2009年
- The Game of Love〜恋のたわむれ〜 - アネット 役
- エステー TOURSミュージカル『赤毛のアン』 - ダイアナ 役

2010年
- 朗読劇 私の頭の中の消しゴム（9月9日・10日・12日、天王洲 銀河劇場） - 薫 役
- 源氏物語×大黒摩季songs〜ボクは、十二単に恋をする〜（10月27日）

2011年
- 陰陽師〜Light and Shadow〜（4月7日 - 17日、新国立劇場） - 静 役
- 朗読劇 私の頭の中の消しゴム 3rd letter（5月3日・5日、天王洲 銀河劇場） - 薫 役
- TSミュージカルファンデーション「風を結んで」（6月4日 - 19日、シアタークリエ） - 橘静江 役
- 恋する私のベーカリー（12月17日 - 25日、シアターサンモール） - 伊庭葉月 役

2012年
- 朗読劇 私の頭の中の消しゴム 名古屋公演（3月5日、名鉄ホール） - 薫 役
- 源氏物語×大黒摩季songs〜ボクは、十二単に恋をする〜（5月13日）
- 朗読劇 しっぽのなかまたち（全労済ホール スペース・ゼロ）
  - 「小雪と小春と小太郎と」（12月24日） - 小春 役
  - 「吾輩は犬である。」（12月24日） - のぞみ 役

2013年
- ロックオペラ モーツァルト（2月11日 - 17日、東急シアターオーブ/2月22日 - 24日、梅田芸術劇場） - ナンネール・モーツァルト 役
- ドラキュラ（8月23日 - 9月8日、東京国際フォーラム） - ルーシー 役
- ミュージカル薄桜鬼 土方歳三篇（10月2日 - 11日、日本青年館 大ホール） - 雪村千鶴 役
- 朗読劇 しっぽのなかまたち3（天王洲 銀河劇場）
  - 「シラトリ動物病院へようこそ」（11月20日・21日・30日） - プリンセスキャンディー 役
  - 「八月の冒険」（11月20日・21日・30日） - 近藤奈々 役
  - 「小雪と小春と小太郎と」（11月26日） - 小春 役
  - 「犬の卒業」（11月26日） - ココ 役

2014年
- ミュージカル 薄桜鬼 HAKU-MYU LIVE（1月4日・5日、日本青年館 大ホール） - 雪村千鶴 役
- 幕末奇譚 SHINSEN5〜外伝〜（4月9日 - 13日、博品館劇場）
- Catch Me If You Can（6月21日 - 7月13日、シアタークリエ） - ブレンダ・ストロング 役
- マルガリータ〜戦国の天使たち〜（9月27日 - 10月5日、EX THEATER ROPPONGI） - 伊奈姫 役
- 柿喰う客 女体シェイクスピア005&006『暴走ジュリエット』『迷走クレオパトラ』（10月17日 - 26日、あうるすぽっと）
- PHANTASY STAR ONLINE2 -ON STAGE-（12月4日 - 7日、青山劇場） - R 役

2015年
- 劇団飛行船マスクプレイミュージカル「ジャックと豆の木」（1月13日 - 、京都テルサホール 他） - メアリー 役（声の出演）
- ミュージカル『タイタニック』（3月14日 - 29日、Bunkamura シアターコクーン/4月1日 - 5日、梅田芸術劇場シアター・ドラマシティ） - ケイト・マーフィー 役
- ぷよぷよ オンステージ（5月2日 - 5月6日、赤坂ACTシアター） - ルルー 役
- ストレートプレイ・ミュージカル「うたかふぇ」（7月3日 - 12日、サンシャイン劇場）
- Endless SHOCK（9月8日 - 30日、梅田芸術劇場メインホール/10月7日 - 31日、博多座） - リカ 役
- 夜の姉妹（12月11日 - 20日、品川プリンスホテル クラブeX/12月23日 - 27日、近鉄アート館）

2016年
- スーベニア - 騒音の歌姫 - （2月19日 - 3月6日、Bunkamura シアターコクーン/3月9日・10日、サンケイホールブリーゼ） - ミーシャ・キンスキー 役
- 舞台ナミヤ雑貨店の奇蹟（4月21日 - 5月1日、Zeppブルーシアター六本木/5月6日 - 8日、シアターBRAVA!） - 水原セリ / 皆月暁子 役
- タクフェス特別公演「WHAT A WONDERFUL LIFE!」（12月27日 - 29日、東京グローブ座）

2017年
- 舞台「野良女」（4月5日 - 9日、新宿シアターサンモール） - 横山 役
- OOPARTS第4回公演「天国への階段」（7月19日 - 25日、サンシャイン劇場/8月4日 - 6日、梅田芸術劇場 シアタードラマシティ/8月11日 - 13日、道新ホール/8月16日、電力ホール/8月19日・20日、まつもと市民芸術館）

2018年
- 舞台 ONLY SILVER FISH（1月6日 - 17日、紀伊國屋ホール）
- ミュージカル「恋する♡ヴァンパイア」（3月9日 - 11日・28日 - 4月1日、天王洲 銀河劇場/3月16日、JMSアステールプラザ/3月23日 - 25日、森ノ宮ピロティホール） - サニー 役 ※新田恵海とのWキャスト
- 舞台 煙が目にしみる（5月3日 - 7月30日、本多劇場 他）
- ミュージカル『タイタニック』（10月1日 - 13日、日本青年館ホール/10月17日 - 22日、梅田芸術劇場シアター・ドラマシティ） - キャロライン・ネビル 役

### テレビアニメ
2005年
- ツバサ・クロニクル（2005年 - 2006年、モコナ＝ソエル＝モドキ） - 2シリーズ
- 舞-乙HiME（2005年 - 2006年、アリカ・ユメミヤ）
- ポケットモンスター アドバンスジェネレーション（シロミ）

2006年
- capeta（鈴木茂波（中学生））
- xxxHOLiC（2006年 - 2008年、モコナ＝ラーグ＝モドキ） - 2シリーズ

2008年
- 屍姫（2008年 - 2009年、天瀬早季） - 2シリーズ
- それいけ!アンパンマン（やきいもまん〈4代目〉）

2009年
- 宇宙をかける少女（ブーゲンビリア）

2010年
- 家庭教師ヒットマンREBORN!（ブルーベル）
- こばと。（黒モコナ、白モコナ）

2012年
- ガールズ&パンツァー（2012年 - 2013年、磯辺典子）

2013年
- ROBOTICS;NOTES（ロボット〈与四郎〉）

2014年
- ロボットガールズZ（ミネルバX）

2015年
- ヤンキー君とメガネちゃん（姫路凜風）※山田くんと7人の魔女ブルーレイ&DVD上巻BOX特典アニメ

2016年
- 金田一少年の事件簿R（第2期）（鮎川由里）
- ファンタシースターオンライン2 ジ アニメーション（受付係、アスカのお母さん）
- 魔法つかいプリキュア!（2016年 - 2025年、勝木かな） - 2シリーズ

2018年
- ラストピリオド -終わりなき螺旋の物語-（リーザ）

2025年
- 戦隊レッド 異世界で冒険者になる（飛星エミリ / キズナイエロー、通行人）

### 劇場アニメ
- 劇場版ツバサ・クロニクル 鳥カゴの国の姫君（2005年、モコナ＝ソエル＝モドキ[49]）
- 劇場版xxxHOLiC 真夏ノ夜ノ夢（2005年、モコナ＝ラーグ＝モドキ[50]）
- ねずみ物語 〜ジョージとジェラルドの冒険〜（2007年、マリー・ルゥ[51]）
- ガールズ&パンツァー 劇場版（2015年、磯辺典子[52]）
- 映画 魔法つかいプリキュア! 奇跡の変身!キュアモフルン!（2016年、子グマ[53][54][55]）
- 夜は短し歩けよ乙女（2017年、劇団員女子）[56]

### OVA
- 舞-乙HiME Zwei（2006年、アリカ・ユメミヤ）
- ツバサ OVAシリーズ（2007年 - 2009年、モコナ＝ソエル＝モドキ）- 2作品
- xxxHOLiC OVAシリーズ（2009年 - 2011年、モコナ＝ラーグ＝モドキ）- 3作品
- ガールズ&パンツァー「これが本当のアンツィオ戦です!」（2014年、磯辺典子[57]）
- それいけ!アンパンマン ハッピーおたんじょうびシリーズ 10月生まれ（2015年、やきいもまん[58]）
- ガールズ&パンツァー 最終章（2017年 - 2023年、磯辺典子[59]）

### Webアニメ
- ポケモン不思議のダンジョン 出動ポケモン救助隊ガンバルズ!（2007年、ピチュー）
- 風都探偵（2022年、久保倉環奈[60]）

### ゲーム
2005年
- ツバサクロニクル（モコナ＝ソエル＝モドキ）

2006年
- ツバサクロニクル Vol.2（モコナ＝ソエル＝モドキ）
- 舞-HiME 鮮烈! 真 風華学園激闘史!!（夢宮ありか）
- 舞-乙HiME 乙女舞闘史!!（アリカ・ユメミヤ）

2007年
- xxxHOLiC 〜四月一日の十六夜草話〜（モコナ＝ラーグ＝モドキ）

2008年
- Lの季節2 invisible memories（香野由香）

2009年
- サンデーVSマガジン 集結!頂上大決戦

2010年
- 家庭教師ヒットマンREBORN! DS フレイムランブルXX 超決戦! 真6弔花（ブルーベル）

2014年
- ガールズ&パンツァー 戦車道、極めます!（磯辺典子）
- ロボットガールズZ ONLINE（ミネルバX）

2015年
- ミリ姫大戦（エルンスト、ナイグル、シュトゥデント）

2016年
- アヴァロンΩ（ラピス）
- あんさんぶるガールズ!!（天宮るり）
- ラストピリオド -終わりなき螺旋の物語-（リーザ）

2018年
- ガールズ&パンツァー ドリームタンクマッチ（磯辺典子）

2021年
- 世界革命RPG ロードオブヒーローズ（メイリン）

2023年
- 高知市 僕たちの二段階移住がうまくいかないわけがない（理想田奈々）

2024年
- 逆転オセロニア（チェルシー）

### ラジオ
- ツバサ・クロニクル 由依&美香のぷり☆すて（BEAT☆Net Radio!：2005年6月3日 - 2006年2月24日、2006年3月24日）
- アリカ&ニナの乙女ちっくレディオ（ランティスウェブラジオ：2005年9月30日 - 2006年3月31日）
- ぷり☆すて RETURN（BEAT☆Net Radio!：2006年6月23日 - 11月3日）
- ボイスパラダイス vol.1（NHK-FM：アシスタント、2005年5月1日）
- 俵のねずみがマウスでチュー!（NHK-FM、イノシシ役）
- RADIO xxxHOLiC◆継（音泉：2008年6月6日 - 2008年8月15日）
- 『屍姫』ラヂヲ「世空寺青空放送局」（アニメイトTV：2008年11月7日 - 2009年8月21日）
- 菊地美香のとなりの席、あいてます（高知放送：2024年10月4日 - ）

### ラジオドラマ
- 空想労働シリーズ サラリーマン（2023年8月22日 - 10月10日、RKBラジオ） - マイホーム妻 役[71]
  - 帰りたいサラリーマン（2024年8月24日 - 10月12日、RKBラジオ） - マイホーム妻 役[72]

### アルバム
- ニャンちゅうワールド放送局〜どんぶらこ島へようこそ!〜

### ドラマCD
2006年
- 私立堀鐔学園シリーズ（黒モコナ、白モコナ）
- 舞-乙HiME ミス・マリアはみてた ガルデローベ秘裏日誌 Vol.1、2（アリカ・ユメミヤ）

2008年
- xxxHOLiC オリジナルドラマCD「シミヌキ」（モコナ＝ラーグ＝モドキ）※xxxHOLiC 初回限定版第13巻に付属
- xxxHOLiC◆継（モコナ＝ラーグ＝モドキ）※DVD xxxHOLiC◆継 初回限定版に付属
- 舞-HiME★DESTINY 龍の巫女（夢宮ありか）
  - 過去と未来の絆
  - 野望の果て/輝く道

2009年
- 宇宙をかける少女 ドラマCD Vol.1、2（ブーゲンビリア）

2013年
- ガールズ&パンツァー ドラマCD 今度はドラマCDです!（磯部典子）

2014年
- ガールズ&パンツァー ドラマCD2 もうすぐアンツィオ戦です!（磯部典子）

2015年
- TVアニメ『ガールズ&パンツァー』ドラマCD4 月刊戦車道CD〜戦車女子特集します!〜（磯部典子）

2016年
- ツバサ -WoRLD CHRoNiCLE- ニライカナイ編（白モコナ）※コミックス3巻オーディオドラマ付き特装版

### ラジオCD
- ミカ☆アミの乙女ちっく放送局 お姉さまと一緒スペシャル!!（2006年4月26日）
- 屍姫ラヂヲ DJCD 第1、2巻

### CM
- ゼーガペインDVD（TVアニメ『舞-乙HiME』アリカ・ユメミヤ役として）
- 牛角（2004年、『デカレンジャー』とのコラボ期間のみ）
- au 家族割「ワイドサポート」『ゆきえは見た!（シニア）篇』（2005年） - 仲間由紀恵、守田比呂也、山里亮太らと共演

### パチンコ
- CR眠狂四朗 - 美保代 役

### インターネットテレビ
- アリカ&ニナの乙女ちっくTV（2005年10月1日 - 2006年9月29日）

### 吹き替え
- パワーレンジャー・S.P.D.（シドニー・ドルー/ピンクレンジャー）

### 玩具
- 特捜戦隊デカレンジャー SPライセンス（2017年10月）
- 特捜戦隊デカレンジャー SPライセンス -MEMORIAL EDITION-（2024年3月）

## ディスコグラフィ

### シングル
| 枚  | 発売日        | タイトル | 規格品番   | 最高位 |
| --- | ------------- | -------- | ---------- | ------ |
| 1st | 2006年8月16日 | My Star  | AVCA-22878 |        |

### 参加作品
| 発売日   | 商品名                                                                               | 歌 | 楽曲 | 備考                                                                    |
| 2004年   | 2004年                                                                               | 2004年 | 2004年 | 2004年                                                                  |
| -------- | ------------------------------------------------------------------------------------ | --- | --- | ----------------------------------------------------------------------- |
| 7月21日  | 特捜戦隊デカレンジャー オリジナルアルバム 特捜サウンドファイル2                      | ジャスミン&ウメコ with デカレンボーイズ（バン・ホージー・センちゃん）                                                        | 「girls in trouble! DEKARANGER」 | テレビドラマ『特捜戦隊デカレンジャー』エンディングテーマ                |
| 9月22日  | 特捜戦隊デカレンジャー オリジナルアルバム 特捜サウンドファイル3                      | バン（載寧龍二）、ホージー（林剛史）、センちゃん（伊藤陽佑）、ジャスミン（木下あゆ美）、ウメコ（菊地美香）、テツ（吉田友一） | 「THE MOVIE VERSION! DEKARANGER」 | 映画『特捜戦隊デカレンジャー THE MOVIE フルブラスト・アクション』主題歌 |
| 9月22日  | 特捜戦隊デカレンジャーオリジナルアルバム キャラクターソングス                        | 胡堂小梅（菊地美香） | 「すなお〜今を信じて」 | テレビドラマ『特捜戦隊デカレンジャー』挿入歌                            |
| 2005年   |                                                                                      | | |                                                                         |
| 9月29日  | 半熟ヒロイン☆                                                                        | アリカ（菊地美香）、ニナ（小清水亜美）                                                                                       | 「半熟ヒロイン☆」 | ラジオ『アリカ&ニナの乙女ちっくレディオ』オープニングテーマ             |
| 9月29日  | 半熟ヒロイン☆                                                                        | アリカ（菊地美香）、ニナ（小清水亜美）、マシロ（ゆかな）                                                                     | 「世界中がユメになれ」 | ラジオ『アリカ&ニナの乙女ちっくレディオ』エンディングテーマ             |
| 10月19日 | コロちゃんパック 魔法戦隊マジレンジャー                                              | 菊地美香 | 「天空界のやすらぎ」 | テレビドラマ『魔法戦隊マジレンジャー』挿入歌                            |
| 11月23日 | 乙女はDO MY BESTでしょ?                                                              | 菊地美香、小清水亜美 | 「乙女はDO MY BESTでしょ?」 | テレビアニメ『舞-乙HiME』エンディングテーマ                             |
| 11月23日 | 乙女はDO MY BESTでしょ?                                                              | 菊地美香、小清水亜美 | 「HAPPY FRIENDS PROJECT」 | テレビアニメ『舞-乙HiME』関連曲                                         |
| 11月23日 | 乙女はDO MY BESTでしょ?                                                              | アリカ（菊地美香）、ニナ（小清水亜美）、マシロ（ゆかな）                                                                     | 「星が奏でるものがたり」 | テレビアニメ『舞-乙HiME』関連曲                                         |
| 12月21日 | 乙女の花園                                                                           | アリカ（菊地美香） | 「星が奏でるものがたり」 | テレビアニメ『舞-乙HiME』関連曲                                         |
| 2006年   |                                                                                      | | |                                                                         |
| 3月24日  | ツバサ・クロニクル ドラマ&キャラソンアルバム 王宮のマチネ Chapter3〜言えないセリフ〜 | モコナ＝ソエル＝モドキ（菊地美香）                                                                                           | 「旅の途中で希望の歌を歌おう」 | テレビアニメ『ツバサ・クロニクル』                                      |
| 6月21日  | 超忍者隊イナズマ! オリジナルサウンドトラック                                         | 菊地美香、甲斐麻美、山内明日                                                                                                 | 「Thank you!」 | 映画DVD『超忍者隊イナズマ!』エンディングテーマ                          |
| 2007年   |                                                                                      | | |                                                                         |
| 7月18日  | 超忍者隊イナズマ!!SPARK オリジナルサウンドトラック                                   | 菊地美香 | 「Thank you!〜2007ジュンVer.〜」 | 映画DVD『超忍者隊イナズマ!!SPARK』エンディングテーマ                    |
| 12月5日  | 舞-乙HiME Zwei ヴォーカルベストミニアルバム 舞夢                                     | アリカ（菊地美香） | 「Believe〜永遠の絆〜」 | OVA『舞-乙HiME Zwei』第1巻エンディングテーマ                            |
| 12月5日  | 舞-乙HiME Zwei ヴォーカルベストミニアルバム 舞夢                                     | アリカ（菊地美香）、ニナ（小清水亜美）、マシロ（ゆかな）、舞衣（中原麻衣）、ナツキ（千葉紗子）、ミコト（清水愛）             | 「乙女はDO MY BESTでしょ? 2007ver.」 | OVA『舞-乙HiME Zwei』第4巻エンディングテーマ                            |
| 12月5日  | 舞-乙HiME Zwei ヴォーカルベストミニアルバム 舞夢                                     | アリカ（菊地美香）、ニナ（小清水亜美）、マシロ（ゆかな）                                                                     | 「乙女はDO MY BESTでしょ? 乙女ver.」 | OVA『舞-乙HiME Zwei』関連曲                                             |
| 2010年   |                                                                                      | | |                                                                         |
| 5月5日   | 新・百歌声爛 女性声優編                                                              | 菊地美香 | 「特捜戦隊デカレンジャー—nowhere—檄!帝国華撃団—創聖のアクエリオン—Dream☆Wing—君にメロロン—デリケートに好きして—光と影を抱きしめたまま—アムリタ—トライアングラー」 |                                                                         |

### シリーズ一覧
1. ↑  第1期（2005年）、第2期（2006年）
2. ↑  第1期（2006年）、第2期『◆継』（2008年）
3. ↑  第1期『屍姫 赫』（2008年）、第2期『屍姫 玄』（2009年）
4. ↑  第1作（2016年 - 2017年）、第2作『魔法つかいプリキュア!!〜MIRAI DAYS〜』（2025年）

### 初出話一覧
1. ↑  第2作 第1話初出
2. ↑  第1作 第11話初出
3. 1 2  第1話初出